# Sebastián Silva Irarrázabal
Sebastián Silva Irarrázabal (Santiago, 9 d'abril de 1979) és un director, guionista i cantant xilè.

## Biografia
Fill d'Alejandro Silva y de Soledad Irarrázabal, és el segon de set germans.
Estudià al Colegio del Verbo Divino i, posteriorment, a l'Escuela de Cine de Chile (1998-2000). Després, en els dos anys següents, va seguir anglès avançat a la Universitat McGill, a Mont-real, Canadà. Va realitzar, a més, un curs de francès a l'Institut Cultural Francès i va assistir a un taller d'animació realitzat per Tomás Wells. En l'estiu de 2003 va estar en un taller de figura humana avançada a la Universitat Catòlica i, va prendre classes d'història del cinema i relat cinematogràfic (guió) amb Pedro Peirano (2005 i 2006).
En la seva carrera com a artista audiovisual ha estat pintor, dissenyador i videísta. S'exerceix com a redactor creatiu, dissenyant des de afiches gràfics fins a idees per a campanyes publicitàries per a marques nacionals i internacionals. Juntament amb això, ha estat el compositor, cantant i guitarrista dels grups CHC, Yaia i Los Monos.
En matèria cinematogràfica, va estar a càrrec de la direcció i el muntatge del llargmetratge documental REC, realitzat per Diroriro Films, material que va participar en festivals internacionals. Va rodar el seu primer llargmetratge, La vida me mata el 2006. La pel·lícula, de la qual va ser director i guionista, va ser produïda per Rondalla estrenada al novembre de l'any següent.
Gràcies a La nana va guanyar el Premi Altazor com a millor director. Aquesta pel·lícula va participar, a més, de la terna finalista per a ser la candidata de Xile als Premis Oscar 2010 i va ser nominada a un Globus d'Or el mateix any.
Els guions de les seves tres primeres pel·lícules els va escriure juntament amb Pedro Peirano i els de les dues següents —Magic, Magic i Crystal Fairy, totes dues estrenades en el Festival de Cinema de Sundance 2013—, ell només. Amb l'última, que va ser produïda per Fabula, dels germans Juan de Dios i Pablo Larraín, va guanyar el premi al millor director en Sundance. Magic-magic, per part seva, va ser el film més vist dels tres de directors xilens que van arribar a la Quinzena de Realitzadors al 66è Festival Internacional de Cinema de Canes. "Ambientat a la zona del llac Ranco, narra la deterioració psíquica de la turista estatunidenca Alicia (Juno Temple), una noia que arriba a Xile amb la intenció de relaxar-se i la connexió de la qual amb el país és la seva amiga Sarah (Emily Browning)".
Silva, que és obertament gai, va rodar en 2013 una pel·lícula en la qual ell mateix és el protagonitza al costat d'actors estatunidencs: Nasty Baby i tracta de "la convivència d'una parella homosexual en Brooklyn, interessada a tenir un fill a través d'inseminació artificial d'una amiga en comú". El film està coproduït pels germans Larraín i va ser presentat al 65è Festival Internacional de Cinema de Berlín on va guanyar el premi Teddy. A més, està treballant en una altra cinta, Second Child, "una aventura protagonitza per nens".
Silva, que habita a Brooklyn, durant anys va viure entre Xile i Nova York, fins que pel 2010 va fixar la seva residència permanent en aquesta ciutat. «Es considera un outsider de la comunitat xilena: "Me'n vaig anar de Xile als 18 anys. Ara vaig i vinc però en veritat la meva casa és Nova York i les meves pel·lícules estan sent més en anglès"», va declarar en 2013.

## Filmografia

### Director i guionista
- La vida me mata (2007)
- La nana (2009)
- Gatos viejos, al costat de Pedro Peirano (2010)
- Magic Magic (2013)
- Crystal Fairy (2013)
- Nasty Baby (2014)[8]
- Tyrel (2018)

### Actor
- 31 minutos, la película (2008)
- Con quien te tomarías un pisco Mistral? (2012)
- Nasty Baby (2014)

## Discografia

### AmbCHC
- 2003 - Bastante real
- 2004 - What it is es lo que es
- 2007 - La cosa

### Amb Yaia
- 2005 - Goor Modning

### Amb Los Mono
- 2007- Somos los que estamos

### Com a solista
- 2005 - Iwannawin & friends
- 2011 - Brutalidad
- 2013 - Pasaje al más allá

## Premis
- Premi Pedro Sienna 2008: Millor pel·lícula por La vida me mata.
- Festival de Sundance: Premio del Jurat al Millor Llargmetratge Dramàtic Internacional per La nana.[9]
- Premis Altazor 2010: Millor director per La nana.[10]
- Premi Pedro Sienna 2010: Millor guió per Gatos viejos (amb Pedro Peirano).
- Festival de Sundance 2013: Millor Direcció de Llargmetratge Dramàtic Internacional per Crystal Fairy[11]
- Berlinale 2015: Premi Teddy[6] per Nasty Baby

### Nominacions
- Globus d'Or 2010: Millor pel·lícula en llengua no anglesa (La nana).